# Doble revolución
La doble revolución fue un proceso histórico, conformado, a su vez, por dos procesos: la revolución industrial inglesa (iniciada en Inglaterra) y la revolución francesa. Implica la emergencia de un sujeto histórico (la burguesía) que produce ambas revoluciones, con el fin de obtener el poder económico y político solo para las personas con una buena situación económica y de alto estrato.

## Causas y consecuencias
Fue un proceso de transformación a escala mundial en el que, además de ascender al poder la burguesía, aparecen el socialismo y el comunismo como reacción en contra de la nueva posición de la clase social anteriormente nombrada.
La combinación del poder económico y el poder político producen, entre otros, esta nueva revolución.
Se la considera inicio de etapa ya que su influencia se produjo a escala mundial y marcó un cambio profundo en la sociedad, que aún continúa influyendo en la vida cotidiana, ya que modificó la organización, la tecnología, y la forma de división de las clases sociales.

## La burguesía
La burguesía se había dado cuenta de su gran fuerza económica y de su poco poder político. Al notar que era "marginada" de la sociedad comienzan procesos revolucionarios.
La burguesía termina con los privilegios estamentales, lo que implica un golpe en el régimen absolutista de toda Europa, y la desaparición de estos privilegios se va a expandir gracias al ejército de Napoleón.
La reacción absolutista se siente impotente frente a la voluntad de cambio de la burguesía, quien incremento su poder económico como consecuencia del desarrollo industrial.
En 1830 la burguesía logra implementar en gran parte de Europa la monarquía constitucional, el poder parlamentario, las libertades individuales y el derecho al voto.
Podemos decir, entonces, que en esta doble revolución, la burguesía triunfo en el poder político y económico.